# 2009 en Géorgie
Chronologie de la Géorgie
- 2005
- 2006
- 2007
- 2008
- 2009
- 2010
- 2011
- 2012
- 2013

Cette page recense des événements qui se sont produits durant l'année 2009 en Géorgie.

## Chronologie

### Janvier 2009
- Vendredi 9 janvier 2009  : le transit du gaz russe est suspendu pour cinq jours à la suite d'une avarie sur un important gazoduc situé dans l'est du pays.

- Lundi 19 janvier 2009 : La ministre grecque des Affaires étrangères Dora Bakoyannis, dont le pays assure cette année la présidence tournante de l'Organisation pour la sécurité et la coopération en Europe, déclare entamer cette semaine à Moscou des discussions avec son homologue Sergueï Lavrov sur une nouvelle mission pour maintenir des représentants de l'OSCE dans toute la Géorgie et en Ossétie du Sud. L'organisation avait annoncé en décembre qu'elle retirerait sa mission de Géorgie à partir du 1er janvier après l'opposition de la Russie à la prolongation de son mandat au-delà du 31 décembre, mais Moscou avait indiqué être prêt à discuter d'une nouvelle mission de l'OSCE en Géorgie qui tiendrait compte de l'indépendance de l'Ossétie du Sud, reconnue par Moscou.

- Lundi 26 janvier 2009 :
  - Le président russe Dmitri Medvedev nomme un  « représentant spécial pour la délimitation et la démarcation de la frontière de la fédération de Russie avec les États voisins », notamment avec l'Abkhazie et l'Ossétie du Sud, les deux républiques séparatistes géorgiennes.
  - Un responsable de l'état-major de la marine russe annonce que la Russie allait créer dans les années à venir un port pour le mouillage de navires de la flotte russe de la mer Noire dans le port abkhaze d'Otchamtchira. Les travaux d'approfondissement devraient débuter dès cette année.

- Mardi 27 janvier 2009 : Une dizaine de coups de feu ont été tirés à proximité d'observateurs de l'Union européenne qui surveillaient l'application du cessez-le-feu, au moment où leurs deux véhicules blindés avec six observateurs à bord patrouillaient près d'un poste de contrôle géorgien dans le village frontalier d'Odzissi, près de l'Ossétie du Sud. L'incident est qualifié de « totalement inacceptable » par la mission d'observation.

- Vendredi 30 janvier 2009 :

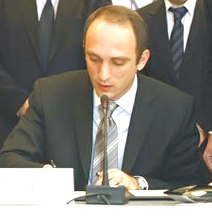
Grigol Mgaloblichvili
(novembre 2008)

  - Le premier ministre Grigol Mgaloblichvili (35 ans) annonce sa démission pour raisons de santé, dans une intervention télévisée. Il avait été nommé à la tête du gouvernement en novembre 2008, à la suite du conflit avec la Russie. Diplomate de carrière âgé de 35 ans, il a suivi un traitement en Allemagne pour une affection rénale : « D'après les conclusions des médecins, j'ai besoin d'un traitement intense. La Géorgie ne peut pas se permettre le luxe d'avoir un premier ministre absent pendant trois mois […] Compte tenu de la responsabilité que j'ai devant mon pays, le peuple géorgien et le président, je demande au président de songer à un nouveau candidat au poste de premier ministre ».
  - Le président Mikheil Saakachvili nomme le ministre des Finances, Nika Guilaouri, au poste de Premier ministre après la démission de son prédécesseur pour raisons de santé.

### Février 2009
- Lundi 2 février 2009 :  Le commissaire aux droits de l'Homme du Conseil de l'Europe, Thomas Hammerberg, affirme que « Les enfants ne doivent pas être traités comme des criminels »  en condamnant « tendance inquiétante en Europe qui consiste à enfermer davantage d'enfants de plus en plus jeunes » : « Les jeunes délinquants sont avant tout des enfants qui doivent être protégés par les lois […] adoptées en matière de droits de l'Homme » pour qui l'accent doit être mis sur les solutions alternatives à l'emprisonnement et sur les mesures de prévention qui sont la clé de voûte d'une « politique efficace et humaine ». Il s'en est particulièrement pris  aux législations britannique et géorgienne, qui ont fixé l'âge de la responsabilité à un seuil très bas, et à un projet de loi français qui propose le seuil de 12 ans.

- Dimanche 8 février 2009 : En marge de la conférence de Münich, le vice-président américain Joe Biden, répondant à une question de la presse sur l'adhésion possible de la Géorgie à l'Alliance atlantique, estime  que c'était à la Géorgie de décider, en toute indépendance, si elle voulait adhérer à l'Otan, une perspective qui déplaît à la Russie et alimente un de ses principaux différends avec les Occidentaux.

- Mardi 10 février 2009 : Deux observateurs de l'OSCE sont enlevés par des milices sud-ossètes et relâchés dans la journée.

- Mercredi 11 février 2009 : La Géorgie affirme qu'une cinquantaine de soldats russes et un transport de troupes blindé, en provenance de la république séparatiste d'Ossétie du Sud, avaient pénétré en territoire géorgien et érigé des « fortifications » à proximité du village de Kvemo Nikozi.

- Vendredi 13 février 2009 : Le Conseil de sécurité renouvelle  pour quatre mois, dans une résolution adoptée à l'unanimité, le mandat de la MONUG  en Géorgie  en attendant un accord sur de nouveaux arrangements de sécurité en Abkhazie où elle est déployée.

### Mars 2009
- Jeudi 5 mars 2009 : Le ministère de l'Intérieur affirme que  des hélicoptères de combat russes, un Mi-8 et un Mi-24, ont  violé l'espace aérien géorgien en pénétrant dans une zone proche de la région séparatiste  pro-russe d'Abkhazie et « pris des photos ». Selon le ministère géorgien, de tels faits  avaient déjà été constatés la veille.

- Dimanche 29 mars 2009 : Un policier géorgien a été tué et six autres blessés par l'explosion « de deux bombes posées en bord de route » près de la région séparatiste pro-russe d'Ossétie du Sud. Le chef de la police locale figure parmi les blessés.

### Avril 2009

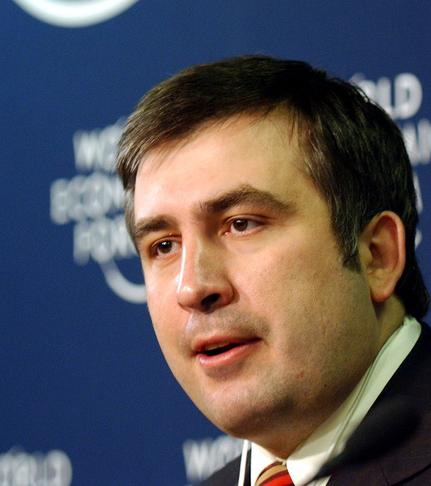
Mikheil Saakachvili
(avril 2004)

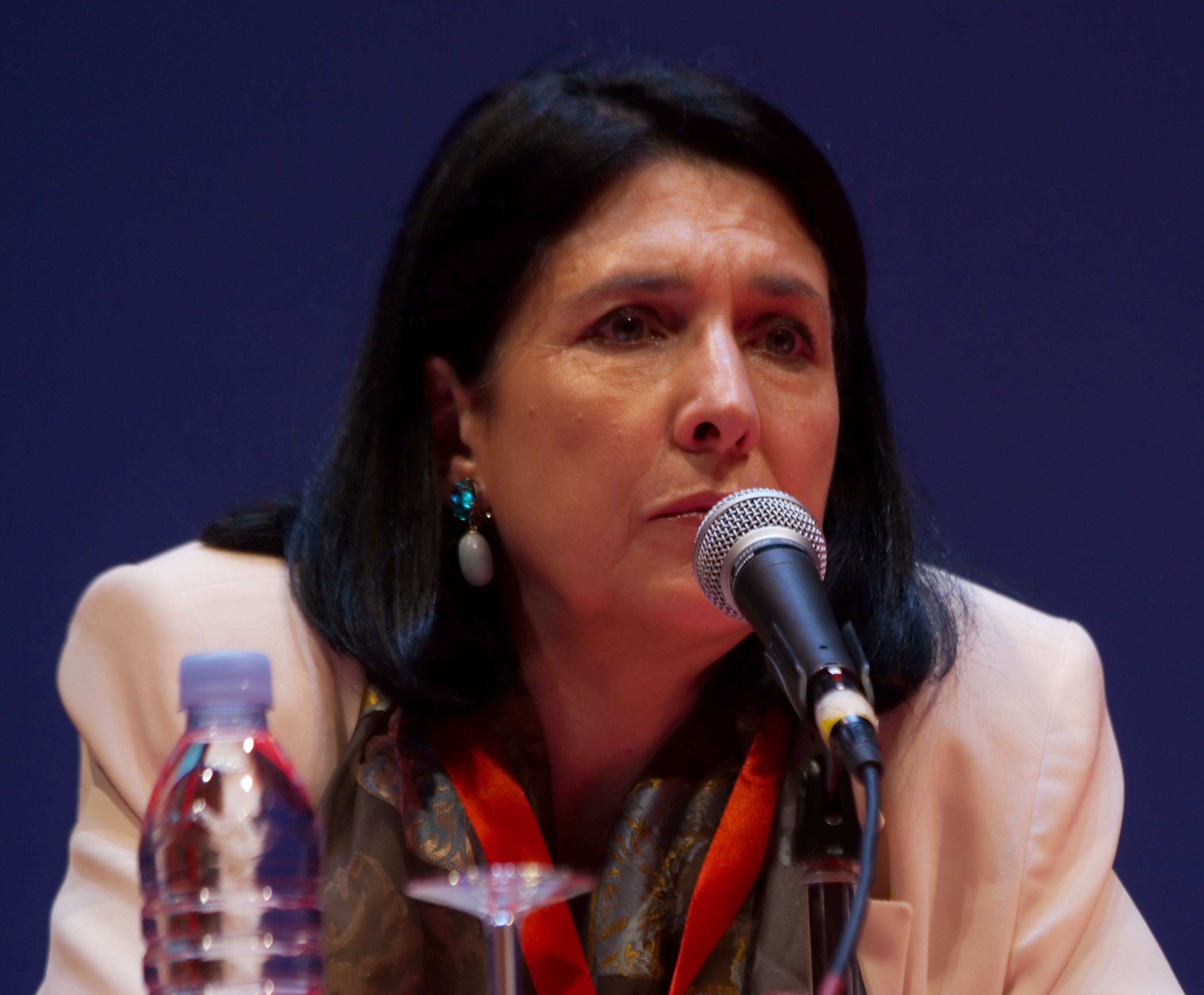
Salomé Zourabichvili
(septembre 2008)

- Jeudi 9 avril 2009 : Plusieurs dizaines de milliers de personnes ont manifesté à Tbilissi pour réclamer le départ du président Mikheil Saakachvili, tenu responsable de la défaite militaire contre la Russie en août et de ses conséquences. L'opposition promet de continuer à manifester tant qu'une nouvelle élection présidentielle ne sera pas convoquée. Ses détracteurs, dont plusieurs anciens alliés, l'accusent de persécuter des opposants, museler les médias et ne rien faire contre la pauvreté. Selon Salomé Zourabichvili, ancien ministre des Affaires étrangères et l'une des principales organisatrices de la mobilisation : « Les autorités ne sont pas légitimes. Nous n'avons qu'une chose à demander à ceux qui détruisent notre pays : ils doivent démissionner ». L'ancien ambassadeur de Géorgie à l'ONU passé dans l'opposition après la guerre avec la Russie, Irakli Alassania, a appelé à un « changement de pouvoir par des moyens pacifiques et constitutionnels ». Une soixantaine de militants de l'opposition ont été interpellés dans la nuit de mercredi à jeudi « à leur domicile » à Roustavi. Le patriarche orthodoxe géorgien Ilia II, l'une des personnalités les plus respectées en Géorgie, a appelé de son côté « les autorités, l'opposition et l'armée géorgienne à ne pas recourir à la force quelles que soient les circonstances ».

- Lundi 20 avril 2009 : L'OTAN annonce le maintien des préparatifs de ses manœuvres militaires en Géorgie du 6 mai au 1er juin, dans le cadre de son programme de Partenariat pour la Paix, malgré les protestations de la Russie et son boycott de la réunion le 7 mai des chefs d'état-major de l'Otan et de la Russie. Quelque 1 300 hommes de 19 pays vont y participer.

### Mai 2009
- Mardi 5 mai 2009 : Des soldats se sont mutinés sur une base militaire près de Tbilissi. Le ministère de la Défense entame des négociations avec les rebelles. Les autorités accusent la Russie d'être derrière cette mutinerie dans le cadre d'un véritable coup d'État visant à renverser le régime du président Mikheil Saakachvili et à perturber des exercices militaires de l'Otan prévu en Géorgie à partir de mercredi.

- Vendredi 8 mai 2009 : Le ministère de l'Intérieur annonce avoir arrêté 27 personnes, dont des médecins et des responsables de maternité, soupçonnées d'être impliqué au côté d'« associés criminels » dans une affaire de « vente illégale de nouveau-nés » dans des centres médicaux du nord-ouest de la Géorgie et de la capitale Tbilissi. Depuis longtemps, des étrangers sont accusés de verser des sommes importantes en échange de nouveau-nés.

- Samedi 9 mai 2009 : Quelque 15 000 Géorgiens manifestent à Tbilissi pour réclamer la démission du président Mikheil Saakachvili pour le trentième jour consécutif. L'opposition accuse le président d'avoir mal géré le conflit du mois d'août dernier avec la Russie et de dérive autoritaire.

- Lundi 11 mai 2009 :
  - La rencontre entre le président Mikheil Saakachvili et des représentants de l'opposition se conclut sur un échec. Le président annonce son refus de démissionner, car pour lui, les manifestations dans la capitale et leur tolérance par le pouvoir sont un signe de démocratisation de cette ancienne république soviétique.
  - Les exercices militaires de l'OTAN ont débuté en Géorgie. La Russie dénonce ces manœuvres comme une provocation à son égard et contre les régions séparatistes d'Ossétie du Sud et d'Abkhazie.

- Mercredi 26 mai 2009 : Plus de 50 000 partisans de l'opposition sont mobilisés à l'occasion de la Journée de l'Indépendance pour réclamer le départ du chef de l'État, accusé de dérive autoritaire et d'avoir mal géré la guerre avec la Russie.

- Mercredi 27 mai 2009 : L'opposition bloque dans la nuit de mardi à mercredi la gare de Tbilissi en paralysant le trafic ferroviaire, dans le cadre d'une manifestation de protestation contre le président Mikheil Saakachvili. La police est restée sur la réserve sans intervenir pour empêcher le blocus par les manifestants. Selon la chef du « Mouvement pour la Géorgie unie », Eka Besselia, l'opposition « envisage différentes options dont le blocus du trafic ferroviaire et des principales autoroutes, y compris celle qui mène à l'aéroport de Tbilissi ».

### Juin 2009
- Mardi 2 juin 2009 : Selon le ministère de l'intérieur, « vers 3h30 du matin, un engin explosif a sauté sur les rails de la ligne Khobi-Zougdidi » (ouest), précisant qu'il n'y avait pas eu de victimes.

- Lundi 15 juin 2009 :
  - Violentes échauffourées entre les forces de police et une cinquantaine de manifestants qui réclamaient la libération de militants arrêtés récemment et le départ du président Mikheil Saakachvili.
  - La Russie a exercé son droit de veto au Conseil de sécurité des Nations unies et mis fin à une mission de 130 observateurs du cessez-le-feu et une dizaine de policiers en Géorgie et dans la région séparatiste d'Abkhazie, qui existait depuis près de 16 ans. Le veto russe coupe court au projet de poursuivre la mission onusienne encore six mois, malgré le vote favorable de 10 pays sur 15 au Conseil. Le mandat de l'ONU a pris fin immédiatement à minuit[1].

- Dimanche 21 juin 2009 : L'explosion d'une mine près du village de Moujava (district de Zougdidi), près de la région séparatiste d'Abkhazie, a causé la mort d'un chauffeur géorgien accompagnant une patrouille de la mission de l'Union européenne surveillant le cessez-le-feu russo-géorgien.

- Samedi 27 juin 2009 : Le ministre russe des Affaires étrangères Sergueï Lavrov déclare  à l'issue d'une réunion du Conseil Otan-Russie que la reconnaissance par la Russie des républiques sécessionnistes de Géorgie est « irréversible ».

- Mardi 30 juin 2009 : La mission de l'Organisation pour la sécurité et la coopération en Europe s'est terminée après 17 années de présence, suscitant les inquiétudes de Tbilissi sur sa sécurité. Les pourparlers sur l'extension du mandat de l'OSCE ont échoué après la guerre russo-géorgienne d'août 2008, certains membres de l'organisation accusant la Russie de bloquer les négociations en insistant sur le fait que l'Ossétie du Sud et l'Abkhazie soient reconnues comme des territoires ne faisant plus partie de la Géorgie. La fin de la mission de l'OSCE intervient au lendemain du lancement par la Russie d'importantes manœuvres militaires dans le Caucase du Nord auxquels participent quelque 8.500 soldats russes[2].

### Juillet 2009
- Samedi 18 juillet 2009 : Le ministre de la Santé Alexander Kvitashvili annonce le premier cas confirmé de grippe A(H1N1) sur une femme arrivée de Londres via Erevan.

- Lundi 27 juillet 2009 : 
  - Les ministres des Affaires étrangères de l'UE ont prolongé « pour 12 mois supplémentaires »  la mission d'observation en Géorgie, mise en place après la guerre de 2008. L'actuelle mission compte près de 300 personnes, des policiers et gendarmes pour l'essentiel et son objectif est de faire respecter l'accord de cessation des hostilités. Elle est la seule sur le terrain depuis que Moscou a refusé le renouvellement de celles de l'OSCE et de l'ONU, mais contrairement à ces dernières, les Européens n'ont jamais obtenu l'accès aux républiques sécessionnistes[3].
  - Le Fonds monétaire international annonce avoir trouvé un accord avec la Géorgie pour proposer un accroissement de plus de moitié du prêt accordé en septembre, soit une rallonge de 420 millions de dollars, ce qui porterait le prêt à 1,164 milliard de dollars jusqu'en juin 2011. Cette augmentation du prêt viendrait selon le FMI « aider à soutenir les politiques économiques mises en place par les autorités pour contrer les pressions découlant de la crise économique et financière internationale, qui est venue s'ajouter aux perturbations causées par le conflit avec la Russie » alors que le FMI a salué « les résultats solides en matière de réformes et les bonnes performances ». En novembre 2008, la monnaie, le lari, avait été dévalué de 17 %[4].

- Mardi 28 juillet 2009 : Selon une source diplomatique russe, l'intégration d'observateurs américains à la mission de surveillance de l'Union européenne en Géorgie mettrait de l'huile sur le feu dans la région et pèserait sur les relations russo-américaines.